# Mesa del Rodeo
Mesa del Rodeo är en ort i Mexiko.   Den ligger i kommunen Alto Lucero de Gutiérrez Barrios och delstaten Veracruz, i den sydöstra delen av landet, 270 km öster om huvudstaden Mexico City. Mesa del Rodeo ligger 513 meter över havet och antalet invånare är 125.
Terrängen runt Mesa del Rodeo är kuperad, och sluttar österut. Runt Mesa del Rodeo är det ganska tätbefolkat, med 62 invånare per kvadratkilometer. Närmaste större samhälle är Alto Lucero, 19,0 km väster om Mesa del Rodeo. Trakten runt Mesa del Rodeo består till största delen av jordbruksmark.